# Episodi di Vis a vis - Il prezzo del riscatto (quarta stagione)
La quarta ed ultima stagione della serie televisiva Vis a vis - Il prezzo del riscatto è stata trasmessa in Spagna su Fox dal 3 dicembre 2018 al 4 febbraio 2019.
In Italia, la stagione è stata interamente pubblicata su Netflix il 25 settembre 2019.
| n° | Titolo originale    | Titolo italiano      | Prima TV Spagna  | Pubblicazione Italia |
| -- | ------------------- | -------------------- | ---------------- | -------------------- |
| 1  | La Barbie           | La Barbie            | 3 dicembre 2018  | 25 settembre 2019    |
| 2  | La fuga             | La fuga              | 10 dicembre 2018 | 25 settembre 2019    |
| 3  | El umbral del dolor | La soglia del dolore | 17 dicembre 2018 | 25 settembre 2019    |
| 4  | Mamá                | Mamma                | 7 gennaio 2019   | 25 settembre 2019    |
| 5  | Traición            | Tradimento           | 14 gennaio 2019  | 25 settembre 2019    |
| 6  | Mala persona        | Una persona cattiva  | 21 gennaio 2019  | 25 settembre 2019    |
| 7  | Vuelta a casa       | Di nuovo a casa      | 28 gennaio 2019  | 25 settembre 2019    |
| 8  | La marea amarilla   | La marea gialla      | 4 febbraio 2019  | 25 settembre 2019    |